# Kurzelów
Kurzelów is een plaats in het Poolse district  Włoszczowski, woiwodschap Święty Krzyż. De plaats maakt deel uit van de gemeente Włoszczowa en telt 1200 inwoners.